# Junta Geral
A Junta Geral foi um órgão da administração pública portuguesa, de natureza distrital, com competências alargadas nas áreas da instrução pública, fomento industrial e agrícola e das obras públicas. 
Criadas em 1832, a sua designação entronca directamente nas denominadas juntas gerais, nome pelo qual, desde tempos imemoriais, se designavam as reuniões da câmara municipal com os homens bons do concelho, ou seja, com a elite local. Ao longo de um século, de 1832 até 1936 (até 1975 nos Açores e na Madeira), as Juntas Gerais existiram no ordenamento administrativo português em diversas formas e com variáveis competências, pesem embora algumas curtas interrupções, ao sabor das frequentes reformas administrativas. Extintas pelo Decreto de 6 de Agosto de 1892, foram efectivamente suprimidas pelo Código Administrativo de 1895, substituídas por uma Comissão Distrital, mas apenas para serem indirectamente ressuscitadas pela reposição em vigor do código administrativo anterior, efectuada, logo após a implantação da República, pelo decreto de 13 de Outubro de 1910. Embora sem actividade digna de nomeada, ainda assim as Juntas Gerais percorreram toda a Primeira República, para serem definitivamente extintas pelo Código Administrativo de 1936.
Sorte bem diferente tiveram as Juntas Gerais dos distritos das Ilhas Adjacentes, onde, pelo Decreto de 2 de Março de 1895, publicado no Diário do Governo, n.º 50, de 4 de Março de 1895, foram recriadas Juntas Gerais nos distritos insulares que optassem pelo regime de autonomia administrativa estabelecido por aquele diploma. Foi assim que as Juntas Gerais ressurgiram, primeiro nos Açores e depois na Madeira, no âmbito do processo de autonomia das então designadas Ilhas Adjacentes, passando a ser o órgão fundamental da administração insular. Com os respectivos Distritos Autónomos, as Juntas Gerais Autónomas sobreviveram até 1975, ano em que foram absorvidas pela Junta Regional dos Açores, no caso do Distrito Autónomo de Ponta Delgada, do Distrito Autónomo de Angra do Heroísmo e do Distrito Autónomo da Horta, e pela Junta Regional da Madeira, no caso do Distrito Autónomo do Funchal.

## As Juntas Gerais de Província (1832-1835)
Como instituições administrativas, as Juntas Gerais tiveram a sua origem nas Juntas Gerais de Província, criadas pela primeira reforma administrativa do liberalismo português, da autoria de José Xavier Mouzinho da Silveira, promulgada em Angra, a 16 de Maio de 1832. Mesmo tendo ficado sem aplicação generalizada, já que o regime liberal então se restringia aos Açores e a contestação posterior ao carácter centralizador daquela lei tenha levado à sua revogação pela Lei de 18 de Julho de 1835, a semente estava lançada e as Juntas Gerais, a partir de 1835, distritais, entraram na estrutura administração pública portuguesa.
A reforma de Mouzinho da Silveira, contida no Decreto de 16 de Maio de 1832, dividia o território de Portugal e Ilhas Adjacentes em 8 províncias, 40 comarcas e 796 concelhos, numa estrutura que seria regulamentada pelo Decreto de 28 de Junho de 1833. Pela mesma reforma foram extintos os antigos forais e estabelecida uma administração fortemente centralizadora, inspirada da lei francesa, em que o Rei, por indicação do Governo, nomeava os prefeitos para as províncias, os subprefeitos para as comarcas onde não houvesse um prefeito residente, e os provedores para os concelhos.
Junto de cada um destes magistrados nomeados havia um corpo de eleição indirecta e com funções apenas consultivas, que eram respectivamente para o prefeito, subprefeito e provedor, a Junta Geral de Província, a Junta de Comarca e a Câmara Municipal. Foi esta a origem da designação Junta Geral dada ao órgão superior da administração territorial. A Junta Geral era constituída por 13 procuradores eleitos pelas Câmaras Municipais, os quais elegiam uma comissão administrativa de três membros, um dos quais presidia.
O carácter centralizador desta lei, indo ao arrepio da secular tradição municipalista portuguesa, suscitou violentas críticas, que fizeram com que este sistema fosse afastado logo em 1835, ainda antes de ter sido totalmente instalado. As Juntas Gerais de Província, dada a sua complexidade de nomeação, não chegaram a ter existência real digna de registo e muito menos acção política.

## As Juntas Gerais do Distrito (1835-1936)
Afastado Mouzinho da Silveira das lides governativas, a contestação ao sistema provincial levou a que pela Lei de 25 de Abril de 1835 fossem suprimidas as províncias e as comarcas, ficando o território português dividido em 17 distritos, por sua vez subdivididos em concelhos. A Lei de 18 de Julho de 1835 criou mais quatro distritos nas Ilhas Adjacentes. À frente de cada distrito ficaria um Administrador-Geral — que, a partir de 1840, passaria a ser designado por Governador Civil.
Poucas mudanças houve desde então: apenas a mudança de sede do distrito de Lamego, que passou para Viseu, devido à sua posição mais central, e a criação do distrito de Setúbal, em 1926, autonomizado face ao Distrito de Lisboa. Os quatro distritos sitos nas Ilhas Adjacentes - três no arquipélago dos Açores (Angra do Heroísmo, Horta e Ponta Delgada) e um na Madeira (Funchal) - foram suprimidos com a entrada em vigor da Constituição de 1976, que concedeu ampla autonomia àquelas regiões insulares.
Com a criação dos distritos nasceu a Junta Geral do Distrito, primeiro como órgão colegial consultivo do administrador-geral, e depois do governador civil, e depois como órgão dotado de algumas competências próprias. A partir daí, a Junta Geral percorre toda a história da administração distrital até à consolidação do Estado Novo e à aprovação do Código Administrativo de 1936/1940.

### A reforma administrativa de 1835
Na reforma administrativa de 1835, feita ainda na natural decorrência das guerras liberais, cujas hostilidades haviam terminado oficialmente há apenas um ano, cada distrito tinha um Governador Civil nomeado pelo Rei, uma Junta Geral Administrativa eleita directamente, e um Conselho de Distrito, com funções consultivas, constituído por quatro membros nomeados pela Junta Geral e presidido pelo Governador Civil. Por seu lado o concelho dispunha de um administrador de Concelho nomeado pelo Governo a partir de uma lista com três ou cinco nomes indicados pela Câmara Municipal, a qual era eleita directamente. Surgem também, pela primeira vez como órgãos administrativos, as freguesias, tendo como órgãos a Junta de Paróquia, eleita, e o Comissário de Paróquia, escolhido pelo administrador de concelho de entre três nomes indicados pela respectiva Junta de Paróquia.
Nesta organização administrativa, as Juntas Gerais são encaradas como órgãos consultivos do administrador-geral do distrito, sucessor do efémero prefeito da província, uma espécie de parlamento distrital, capaz de consubstanciar a esse nível os ideais democráticos e parlamentaristas do liberalismo.
Estas Juntas Gerais são assim sucessoras directas das Juntas Gerais da Província, mantendo a mesma composição e método de eleição dos procuradores. As atribuições administrativas são diminutas.
Entretanto, pelo Decreto de 6 de Novembro de 1836, reduzem-se os concelhos de 817 para 351, procurando racionalizar a administração autárquica e eliminando uma miríade de micro-concelhos, cuja única justificação era a existência de forais distintos, diferenciação essa tornada irrelevante pela abolição daquelas cartas de privilégio.

### Código Administrativo de 1836 e a Lei de 29 de Outubro de 1840
A reforma administrativa de 1835 está na génese do primeiro código administrativo português, o Código Administrativo de 1836, aprovado por Decreto de 31 de Dezembro de 1836, referendado por Passos Manuel, recém chegado ao poder na sequência da Revolução de Setembro. É um decreto descentralizador, em cujas disposições se nota a influência da recente restauração da Constituição Portuguesa de 1822. Nele são mantidas a divisão do território em distritos, concelhos e freguesias que fora introduzida no ano anterior.
Os magistrados administrativos, nomeados pela autoridade governamental, são o administrador-geral do distrito, o administrador do concelho e o regedor da paróquia. Junto de cada um dos magistrados havia um corpo de cidadãos eleito pelos povos: a Junta Geral Administrativa do Distrito, a Câmara Municipal e a Junta de Paróquia. Nesta matéria, as únicas inovações são as mudanças dos nomes de alguns cargos: governador civil para administrador geral do distrito; e comissário de paróquia para regedor de paróquia.
A instabilidade política e social que se viveu neste período levou a que fossem introduzidas diversas alterações avulsas ao Código e que em breve crescessem as pressões políticas no sentido de ser promovida a sua revisão. Entre as alterações introduzidas avultam as que derivam da Lei de 29 de Outubro de 1840, que altera alguns aspectos da divisão administrativa. O administrador do concelho e o regedor da freguesia passam de novo a ser nomeados pelo governo, sem intervenção local, e o administrador geral do distrito volta a chamar-se governador civil. Por outro lado, junto das Câmaras Municipais criam-se Conselhos Municipais formados pelos maiores contribuintes eleitores.

### O Código Administrativo de 1842
Em 16 de Março de 1842, foi aprovado um novo código administrativo, o Código Administrativo de 1842, que resultou da coordenação das disposições vigentes do Código Administrativo de 1836 com as leis posteriores que o alteraram.
Por aquele Código, a divisão do território faz-se em distritos e concelhos. A freguesia fica sendo mera comunidade familiar e religiosa sem carácter administrativo. Os magistrados são o governador civil e o administrador do concelho, ambos de nomeação do Governo. Cria-se no concelho, a par da Câmara, um conselho municipal composto de contribuintes-eleitores.
A Junta Geral do distrito era composta de procuradores, eleitos conjuntamente pelas câmaras e pelos conselhos municipais. O espírito do Código era centralizador: aos agentes do poder central deu-se larga competência e os corpos administrativos ficaram sujeitos a apertada tutela.
Uma tentativa de reforma do Código Administrativo foi protagonizada por João Baptista da Silva Ferrão de Carvalho Martens, o Martens Ferrão, através da aprovação da Lei da Administração Civil de 26 de Junho de 1867, cujo mapa final de divisão do território foi publicada a 10 de Dezembro de 1867. Aquela lei, também conhecida pelo Código Martens Ferrão, ao extinguir concelhos e reformular a divisão distrital, gerou descontentamento generalizado e esteve na génese, a par da rejeição do imposto do consumo, das manifestações populares que levaram ao golpe da Janeirinha e à consequente queda do governo, em Janeiro de 1868. Com a mudança de governo a lei foi revogada, mantendo-se em aplicação o Código Administrativo de 1842.
Apesar da crónica instabilidade política que então se viveu, da ocorrência da Revolução da Maria da Fonte e da guerra civil da Patuleia, este Código Administrativo vigorou durante 36 anos, o que atesta a sua adaptação às necessidades do tempo.

### O Código Administrativo de 1878
Em 1872 aparece um projecto de reforma do código administrativo, subscrito por Rodrigues Sampaio, o qual introduz pela primeira vez uma estrutura supra-municipal – o distrito – como autarquia, e não como mera circunscrição administrativa. Promulgado na sequência do impulso renovador do fontismo, era, se assim se pode dizer, o primeiro passo no caminho do que agora se chama regionalização.
Depois de diversas tentativas goradas, a proposta de Rodrigues Sampaio foi publicada a 6 de Maio de 1878, dando forma ao Código Administrativo de 1878. Este novo código volta a estabelecer uma certa descentralização e consagra o Distrito como uma autarquia local.
Os corpos administrativos eram as Juntas de Freguesia, as Câmaras Municipais e as Juntas Gerais do Distrito. Foi suprimido o Conselho Municipal, mas recria-se o Conselho de Distrito com quatro vogais nomeados.
Nos concelhos, entretanto reduzidos a 254, passam a existir administradores de concelho, de nomeação governamental, e Câmaras Municipais eleitas directamente. Nas freguesias mantêm-se os regedores de paróquia, nomeados pelo governador civil, e Juntas de Paróquia directamente eleitas.
Por este Código a Junta Geral ganhava grande protagonismo, reflectindo a elevação do distrito a autarquia. Passava
a ser de eleição directa, com numerosas atribuições próprias e uma comissão permanente para executar as suas deliberações. A tutela administrativa no distrito era exercida apenas pela Junta Geral e só raras deliberações destas necessitavam de confirmação dos órgãos superiores do Estado.

### O Código Administrativo de 1886 e o Decreto de 6 de Agosto de 1892
Em 17 de Julho de 1886, José Luciano de Castro publicou ditatorialmente, isto é sem supervisão parlamentar, um novo Código Administrativo, em geral designado por Código Administrativo de 1886. Este Código tem como principais inovações a representação das minorias nos corpos administrativos; a criação de um regime especial para os concelhos de Lisboa e Porto e para os concelhos de população superior a 40 000 habitantes que assim o requeressem e a organização de tribunais administrativos distritais compostos de três juízes togados cada.
O Código Administrativo de 1886 mantém, nas suas linhas gerais, a divisão administrativa anterior, mas retira alguma autonomia às Câmaras Municipais.
Na vigência deste Código, a de 21 de Abril de 1892 foi publicado um Decreto que alterou diversas das suas disposições fundamentais. Pouco depois, a 6 de Agosto de 1892 novo Decreto extingue as Juntas Gerais de Distrito e cria, junto de cada Governo Civil, Comissões Distritais compostas de cinco membros efectivos e cinco substitutos, eleitos por delegados escolhidos pelas Câmaras Municipais. Por outro lado, são retiradas competências às Juntas de Paróquia, transferindo-as para as Câmaras Municipais.
A decisão não é pacífica. Reagindo contra a decisão do Governo de José Dias Ferreira, em 1892, de extinguir as Juntas Gerais, escrevia-se na Revista de Legislação e Jurisprudência que Não devem, em verdade, os distritos reputar-se mera divisão arbitrária para definir a jurisdição territorial dos governadores civis, mas antes agrupamentos de municípios determinados por suas afinidades, relações e interesses recíprocos; e assim como em cada um dos distritos há um delegado do poder central, não menos importa que se dê representação aos elementos que os constituem para e gerência dos negócios que exclusiva ou principalmente aproveitam à respectiva colectividade.
Era o fim das Juntas Gerais e da obra, embora em geral modesta que iam fazendo pelo país. As razões destas extinção são essencialmente de ordem financeira: As Juntas Gerais do Distrito haviam agravado consideravelmente a situação financeira do País. Votavam elas em cada ano 550 000$000 réis de adicionais às contribuições directas do estado, sendo uma grande parte, a maior, destinada ao pagamento de encargos com empréstimos distritais. Era um caminhar perigoso, uma notável confraternização com a prodigalidade do tesouro, concorrendo enormemente para a ruína do país - diz a Comissão de Administração Civil da Câmara dos Deputados ao apreciar, em 1896, o decreto que pôs em vigor o Código Administrativo de 1896.
As Comissões Distritais, que substituem as Juntas Gerais, são formadas indirectamente, por procuradores designados pelas Câmaras, presididas pelos Governadores Civis e contando entre os seus membros outro vogal nato como o auditor administrativo, relator em diversas matérias.

### O Código Administrativo de 1896
A conjugação das normas do Código Administrativo de 1886 com as dos Decretos de 21 de Abril e de 6 de Agosto de 1892, que o alteraram profundamente, deram origem ao Código Administrativo de 2 de Março de 1895, também aprovado por decreto ditatorial, referendado por João Franco, o qual, submetido à revisão parlamentar, foi transformado no Código Administrativo de 1896, aprovado por Carta de Lei de 4 de Maio de 1896.
Neste Código nada de novo se encontra quanto à divisão do território e ao número e designação dos magistrados administrativos. Quanto aos corpos administrativos, consagra-se a supressão das Juntas Gerais de distrito decretada em 1892: o distrito tinha deixado de ser autarquia local, e a Comissão Distrital eleita por delegados das Câmaras Municipais, tinha reduzidas atribuições, em cujo exercício preponderava o governador civil.
As câmaras eram assistidas, para validamente deliberar sobre algumas matérias, pelos quarenta maiores contribuintes do concelho. Mantém-se a inexistência de Juntas Gerais.
Em 23 de Junho de 1900, foi publicado um novo Código Administrativo, destinado a substituir o Código Administrativo de 1896, mas foi suspenso em 5 de Julho seguinte, não chegando a ser executado.

### A Primeira República e o Decreto de 13 de Outubro de 1910
Tendo sido suspenso o efémero Código Administrativo publicado em 23 de Junho de 1900, à data da implantação da República estava em vigor o Código Administrativo de 1896, o qual foi pelo Governo Provisório da República Portuguesa considerado incompatível, pelo espírito centralizador que o inspirava, com os ideais republicanos.
Em consequência, pelo Decreto com força de lei de 13 de Outubro de 1910, prometendo a breve publicação de um código republicano, pôs em vigor, na parte em que o seu restabelecimento causasse o mínimo de perturbações aos serviços públicos, o Código Administrativo de 1878. Com esta decisão ficavam as Juntas Gerais restauradas, depois de um interregno de 18 anos. Contudo, a restauração não é imediata, já que o Decreto de 13 de Outubro de 1910, estabelecia no seu artigo 2.º: Enquanto se não proceder, conforme for determinado e devidamente regulado, à eleição dos referidos organismos, serão estes constituídos por comissões nomeadas pelos governadores civis, salvo as Juntas Gerais e os Conselhos de Distrito, que serão nomeados somente quando o Governo o ordenar. Por isso foi necessário esperar pela Lei n.º 88, de 7 de Agosto de 1913, para o regresso efectivo das Juntas Gerais de eleição directa. Passaram, portanto, 21 anos sem que as Juntas Gerais funcionassem.
Pese embora a expressa aspiração de publicar um Código Administrativo, no mais breve espaço de tempo, o Governo da República apenas conseguiu editar a Lei n.º 88, de 7 de Agosto de 1913, respeitante à organização, funcionamento, atribuições e competência dos corpos administrativos, posteriormente regulamentada e completada pela Lei n.º 621, de 23 de Junho de 1916, tendo falhado as diversas tentativas delineadas para elaborar um projecto de Código.
Neste novo enquadramento, a lógica da instituição não é idêntica à fixada pelo Código Administrativo de 1878. Em 1878, o Código Administrativo de Rodrigues Sampaio integrava nas competências das Juntas Gerais funções administrativas que em 1842 tinham sido atribuídas aos governadores civis, remetendo estes para um papel mais político que administrativo. Em 1910, mantendo-se o governador com a preponderância que o Código Administrativo de 1896 lhe conferira, num quadro de extinção das Juntas, criou-se uma situação dúplice, potencialmente conflitual, resolvida tendencialmente a favor do governador civil em detrimento da Junta Geral. Como ressalta da intervenção do senador António Maria da Silva Barreto, em Junho de 1914: A República devolveu às novas Juntas Gerais todas as suas antigas funções, mas não lhes dá dinheiro! Permite-lhes porém que tributem o povo com taxas novas. O povo poderá suportar mais impostos sem a criação correspondente de riqueza?. Uma vez mais, a questão financeira é a grande condicionante à autonomia administrativa e à descentralização.

### O Código Administrativo de 1936
Não tendo a Primeira República produzido o prometido Código Administrativo, logo após a revolução de 28 de Maio de 1926, o Governo da Ditadura Nacional produz o Decreto com força de lei n.º 12.073, de 9 de Agosto de 1926, com o qual pretende fazer face à vigência de, pelo menos, quatro diplomas fundamentais relativos à administração local: o Código Administrativo de 1878, o Código Administrativo de 1896, a Lei n.º 88, de 7 de Agosto de 1913, e Lei n.º 621, de 23 de Junho de 1916.
Para além daqueles diplomas existia abundante legislação avulsa, não só dispersa, mas por vezes contraditória, pelo que urgia esclarecer quais as matérias em que se deveria aplicar o Código Administrativo de 1878 e quais as que seriam reguladas pelo Código Administrativo de 1896.
Feito esse esforço, segue-se nova pausa e só em 31 de Dezembro de 1936, já consolidado o Estado Novo e em plena vigência da Constituição Portuguesa de 1933, foi aprovado pelo Decreto-Lei n.º 27.424 um novo código administrativo, cujo aparecimento coincide com o centenário do primeiro Código Administrativo: o Código de 31 de Dezembro de 1836.
O Decreto-Lei n.º 27.424, de 31 de Dezembro de 1936, ao aprovar o Código Administrativo de 1936, criou uma comissão para acompanhar a sua execução e preparar a sua redacção definitiva, prevista para dois anos depois e posteriormente deferida para o final de 1940. O texto revisto do Código Administrativo de 1936 foi aprovado pelo Decreto-Lei n.º 31.095, de 31 de Dezembro de 1940, dando origem ao Código Administrativo de 1940, o qual, por manter a mesma lógica normativa é em geral referido como nova versão do anterior ou então, simplesmente por Código Administrativo de 1936-1940.
A publicação deste código foi precedida pela Lei n.º 1945, de 21 de Dezembro de 1936, que cria as Juntas de Província em substituição das Juntas Gerais, situação que o Código consolida. Terminava assim, com excepção para os distritos autónomos insulares, a existência de Juntas Gerais.
As Juntas de Província, herdeiras directas das Juntas Gerais, seriam transformadas pelo Decreto-lei n.º 42536, de 28 de Setembro de 1959, em Juntas Distritais, as quais por sua vez seriam transformadas por força do artigo 295.º da Constituição Portuguesa de 1976, em Assembleias Distritais.
Na sequência da revisão constitucional, os serviços dependentes das Assembleias Distritais viriam a extinguir-se pelo Decreto-Lei n.º 288/85, de 23 de Julho, ratificado pela Lei 14/86, de 30 de Maio, sendo os respectivos funcionários e património integrados no Governo Civil do distrito. A composição e competências daquele órgão seriam fixadas, após autorização legislativa, pelo Decreto-Lei n.º 5/91, de 8 de Janeiro[ligação inativa]. Terminava assim, mais de 150 anos após a sua fundação, a linhagem das Juntas Gerais.

## As Juntas Gerais Autónomas dos distritos insulares (1895-1975)
Nas Ilhas Adjacentes, as Juntas Gerais passaram a fazer parte dos respectivos Distritos Autónomos, tendo sobrevivido até 1975, ano em que foram absorvidas pela Junta Regional dos Açores, no caso do Distrito Autónomo de Ponta Delgada, do Distrito Autónomo de Angra do Heroísmo e do Distrito Autónomo da Horta, e pela Junta Regional da Madeira, no caso do Distrito Autónomo do Funchal.
As suas atribuições foram sendo progressivamente alargadas, sendo o último diploma que as define o Decreto-Lei n.º 49 189, de 14 de Agosto de 1969[ligação inativa]. De acordo com aquele diploma, às Juntas Gerais dos Distritos Autónomos competia:
- 1.º Fazer, interpretar e modificar os regulamentos necessários aos serviços distritais e revogar os dispensáveis;
- 2.º Fazer, interpretar, modificar e revogar posturas sobre matérias das atribuições das câmaras municipais que convenha regular uniformemente para todo o distrito;
- 3.º Adquirir bens imobiliários para o serviço do distrito e alienar os que forem dispensáveis;
- 4.º Aceitar heranças, legados e doações feitos ao distrito ou a estabelecimentos distritais, contanto que a aceitação das heranças seja a benefício de inventário;
- 5.º Aprovar as empreitadas de valor superior a 50000$00 e os contratos de fornecimento por tempo superior a um ano;
- 6.º Discutir e votar o plano trienal da administração do distrito;
- 7.º Lançar os impostos e respectivos adicionais na forma da lei;
- 8.º Contrair empréstimos, estabelecer a sua dotação e estipular as condições de amortização;
- 9.º Aprovar as bases do orçamento ordinário;
- 10.º Decidir sobre os recursos graciosos que sejam interpostos das deliberações da comissão executiva ou das decisões do seu presidente, quando não constitutivas de direitos;
- 11.º Subsidiar associações e estabelecimentos de assistência e instrução de interesse para o distrito;
- 12.º Comparticipar com as câmaras municipais e juntas de freguesia em melhoramentos urbanos e rurais nos mesmos termos que o Estado e sem prejuízo das comparticipações deste;
- 13.º Conceder subsídios para a sustentação de partidos veterinários, quando as respectivas despesas se não comportem nos orçamentos municipais;
- 14.º Dar parecer sobre os projectos de regulamentos legislativos elaborados pelo governador do distrito no uso da sua faculdade regulamentária.
  - § único. As deliberações sobre empréstimos carecem, para se tornarem executórias, da aprovação do Ministro das Finanças.

A última lei orgânica das Juntas Gerais dos Distritos Autónomos é a constante do Decreto-Lei n.º 421/73, de 22 de Agosto. Por ela se pode ver a apreciável dimensão que a sua estrutura administrativa já tinha atingido, sendo já clara a diferenciação estrutural das diferentes Juntas Gerais, reflexo da dimensão dos distritos e do grau de autonomia efectiva conquistado por cada um deles.